# Cayo Coco
Cayo Coco ist eine zur kubanischen Provinz Ciego de Ávila gehörende Insel am Atlantischen Ozean. 
Sie ist Teil der Jardines del Rey (Gärten des Königs) genannten Inselkette, die sich über 600 km an der Nordküste Kubas erstreckt. Nach einer zeitweiligen Nutzung als Luftwaffenstützpunkt durch die Sowjetunion im Kalten Krieg gegen die USA dient die Insel heute ausschließlich dem Tourismus.
Bekannt ist die Insel für ihre All-inclusive-Hotels. Seit der Eröffnung des Hotelbetriebs 1993 wurden bis 2008 über 2 Millionen Touristen gezählt. 
Die Insel bietet neben den weißen Sandstränden auch viele Korallenriffe zum Tauchen. In den seichten Buchten der Insel sind viele Wasservögel, z. B. Flamingos zu beobachten. Ernest Hemingway schreibt in seinem Roman Inseln im Strom, dass die Insel Cayo Coco nach den Roten Ibissen (spanisch: cocos) benannt worden sei, die zahlreich in den landseitig gelegenen Lagunen vorkommen.
Mit dem Rest Kubas ist Cayo Coco durch einen ca. 17 km langen Steindamm verbunden, welcher Ende der 1980er Jahre noch zu militärischen Zwecken errichtet wurde. Der Zugang zur Insel wird an der Landseite des Dammes durch eine Kontrollstation überwacht. Nur Touristen und Angestellte der Hotels gelangen auf die Insel. Für den Zugang zur Insel wird der Reisepass und das Visum benötigt (Sicherheitskopien des Reisepasses werden nicht akzeptiert).
Cayo Coco besitzt einen eigenen internationalen Flughafen. Die Nachbarinseln von Cayo Coco sind Cayo Guillermo und Cayo Paredón Grande.
Am 9. September 2017 wurde Cayo Coco durch Hurrikan Irma verwüstet.

## Bilder

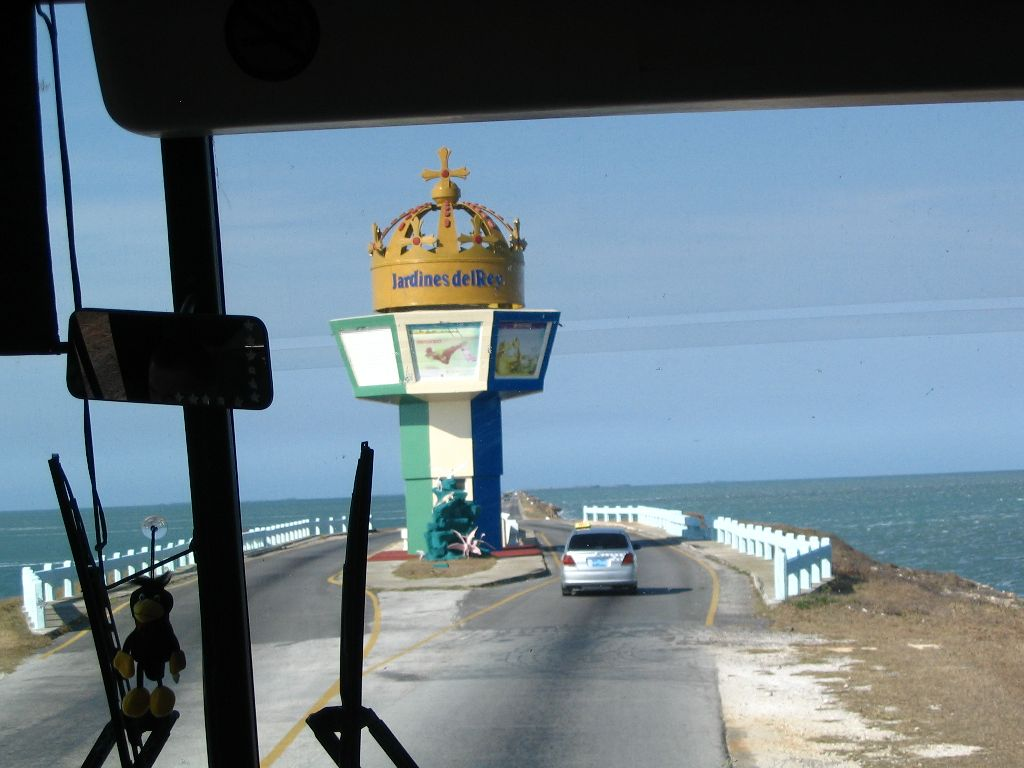
Der Damm nach Cayo Coco
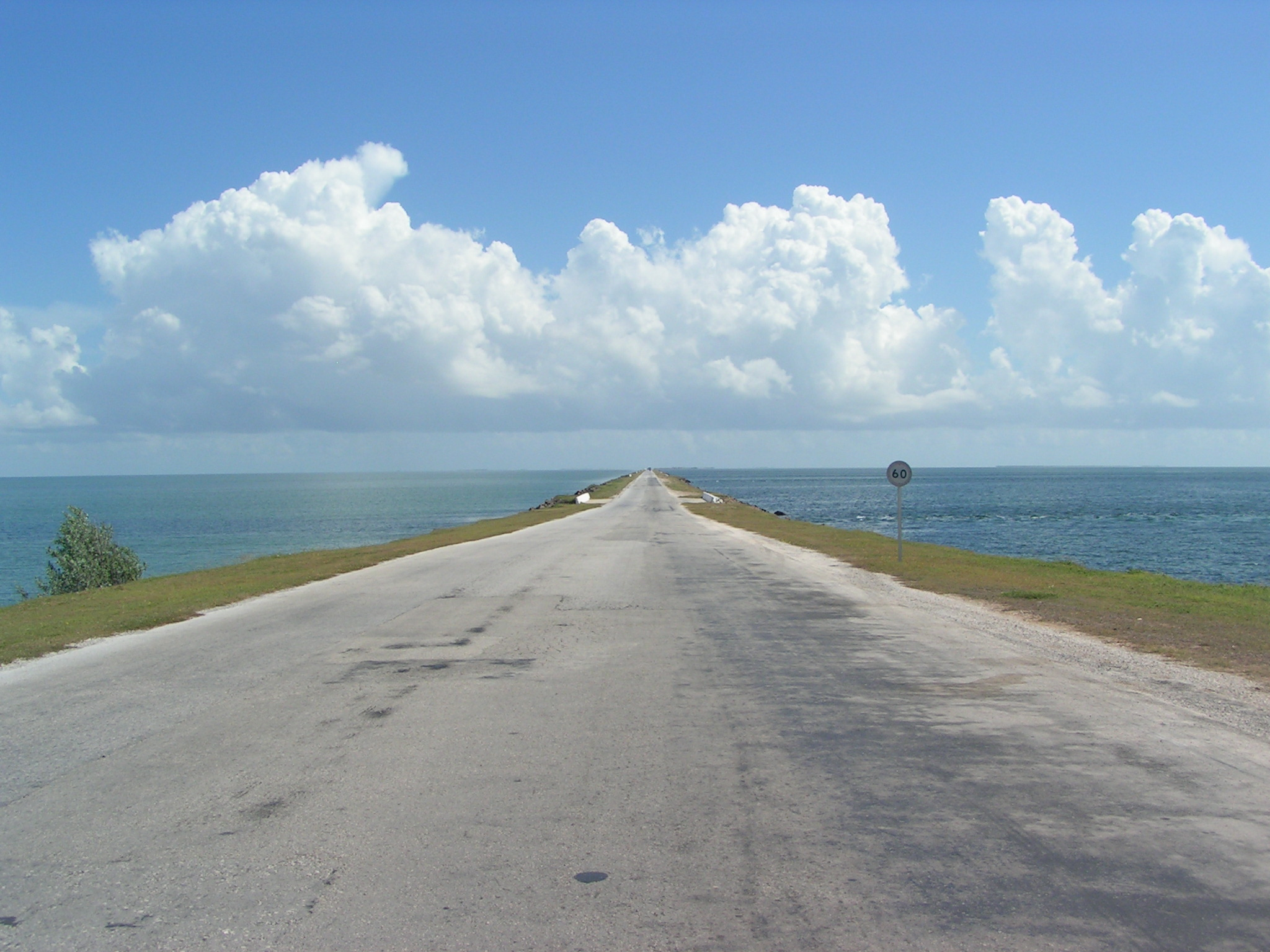
Damm nach Cayo Coco
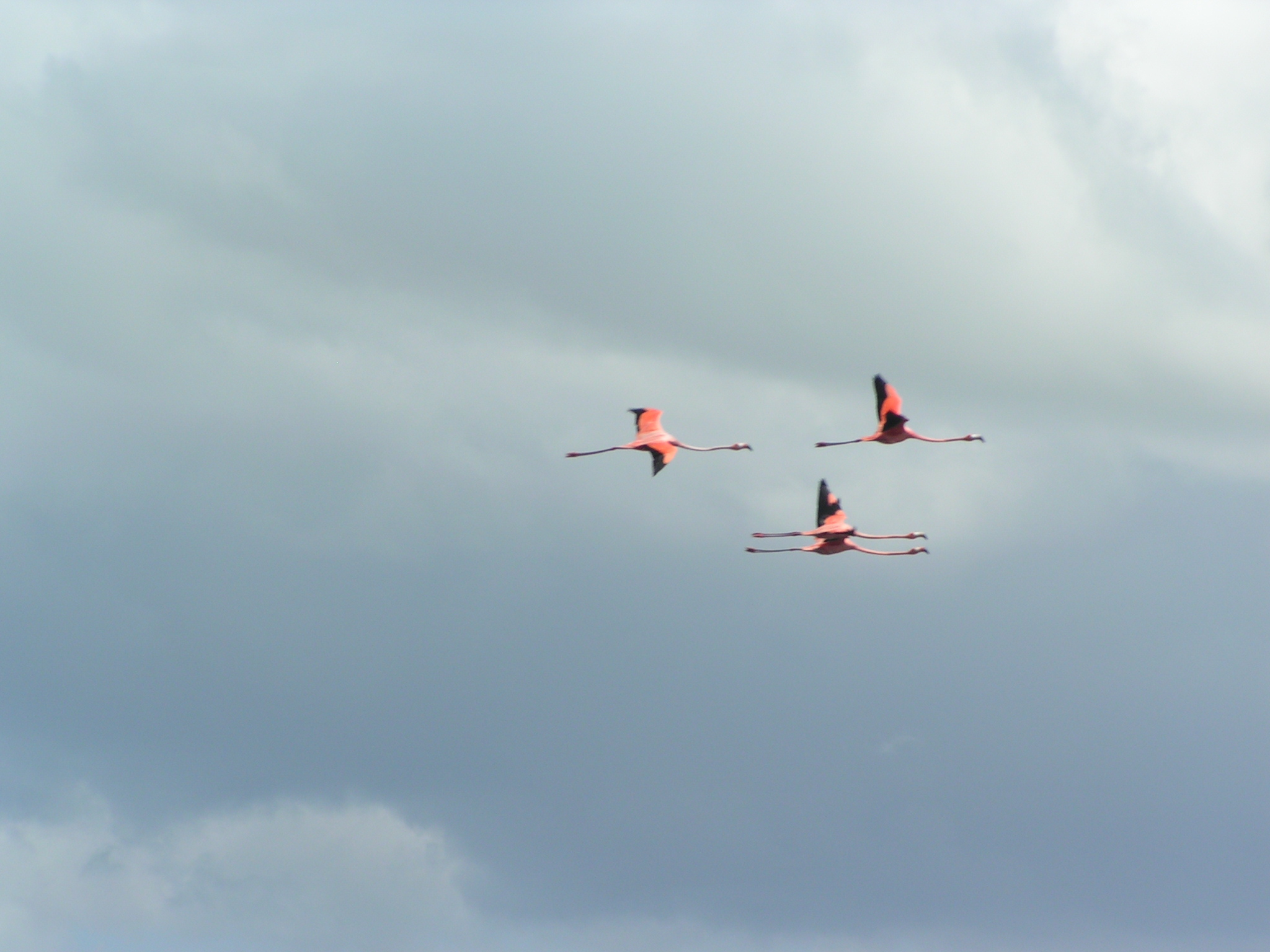
Flamingos bei Cayo Coco